# 2024年全米オープン (テニス)
2024年全米オープン（2024ねんぜんべいオープン、US Open 2024）は、アメリカ・ニューヨークにあるUSTAビリー・ジーン・キング・ナショナル・テニス・センターにて、2024年8月26日から9月8日にかけて開催された。

## 種目

### 男子シングルス
- 優勝： ヤニック・シナー

### 女子シングルス
- 優勝：アリーナ・サバレンカ

### 男子ダブルス
- 優勝： マックス・パーセル、 ジョーダン・トンプソン

### 女子ダブルス
- 優勝： リュドミラ・キチェノク、 エレナ・オスタペンコ

### 混合ダブルス
- 優勝： サラ・エラニ、 アンドレア・ババソリ